# Piophila
Piophila is een geslacht van vliegen uit de familie Piophilidae.

## Soorten
- Piophila casei (Linnaeus, 1758)
- Piophila anomala Malloch, 1923
- Piophila morator Melander, 1924
- Piophila senescens Melander & Spuler, 1917
- Piophila occipitalis Melander & Spuler, 1917
- Piophila setosa Melander & Spuler, 1917
- Piophila halterata Melander & Spuler, 1917
- Piophila nitidissima Melander & Spuler, 1917
- Piophila penicillata Steyskal, 1964